# Saidou V. Sabally
Saidou V. Sabally (geboren 27. Oktober 1968) ist ein gambischer Politiker.

## Leben
| Parlamentswahl  | Stimmen | Stimmanteil     |
| --------------- | ------- | --------------- |
| 2011 (Nachwahl) | 2.745   | 59,75 %         |
| 2012            | n/v     | ohne Konkurrenz |

Nachdem der gewählte Vertreter des Wahlkreises Wuli East in der Basse Administrative Area, Bekai Camara (APRC), verstorben war, wurden am 28. April 2011 im Wahlkreis Nachwahlen durchgeführt. Saidou V. Sabally trat bei der Wahl als Kandidat der Alliance for Patriotic Reorientation and Construction (APRC) an. Mit 59,75 % konnte er den Wahlkreis vor Suwaibou Touray (NADD) für sich gewinnen. Zu den Wahlen zum Parlament 2012 trat Sabally im selben Wahlkreis erneut an. Da es von der Opposition keinen Gegenkandidaten gab, konnte er den Wahlkreis für sich gewinnen. Zu den Wahlen zum Parlament 2017 trat Sabally nicht an.